# Arno Zirpel
Arno Zirpel (* 21. September 1886 in Groß-Saabor, Landkreis Neumarkt; † 8. September 1962 in Wiesbaden) war ein Maler des Impressionismus. 

## Leben
Arno Zirpel wurde am 21. September 1886 in Groß-Saabor bei Breslau in Schlesien als Sohn des Gutsverwalters Maximilian Zirpel und dessen Ehefrau Olga geboren. Seine Schulzeit verbrachte er in Strehlen. Schon früh begann er an der Kunstschule in Breslau zu malen, doch sein Vater hielt nicht viel von dieser „brotlosen Kunst“ und ließ ihn in Breslau und Lausanne Jura studieren. Sein Referendariat und Assessoriat verbrachte er in Breslau und Brieg. 1914 musste er in den Krieg einrücken, aus dem er erst 1919 zurückkehrte.
Im Jahr 1923 heiratete er die Witwe Ruth Schwartz, geborene Vogel. Das Ehepaar hatte die Töchter Ingeborg, Ursula und Brigitta. Ab 1930 arbeitete er als preußischer Regierungsrat in Breslau, wechselte 1936 als Regierungsdirektor nach Liegnitz und wurde 1938 nach Wiesbaden versetzt. Dort war er im Regierungspräsidium für Landwirtschaft und Forsten und damit auch für die hessischen Staatsbäder und Staatsweingüter zuständig. Er starb am 8. September 1962 in Wiesbaden. Seine Grabstätte befindet sich auf dem Nordfriedhof.

## Malerei
Arno Zirpel malte mit Vorliebe landschaftliche Impressionen, so z. B. Landschaften mit Teichen und vielfältigen Wasserspiegelungen, vornehmlich aus seiner Heimat in Niederschlesien, aber auch zahlreiche Gebäude, wie das Rathaus und die Kirche Maria auf dem Sande in Breslau. Ab 1938 hat er markante Bauwerke und Ansichten aus Wiesbaden (Schlossplatz, Kurhaus, Ringkirche, Wilhelmstraße) und aus dem Rheingau (Rheinufer bei Eltville) bzw. die lichtdurchfluteten Taunuswälder in seinen Bildern festgehalten. Zahlreiche Porträts aus seiner Zeit an der Kunstschule in Breslau sowie von den Großeltern bis zu den Enkelkindern sind ebenfalls vorhanden. Etliche Blumenbilder runden die Palette ab. Überwiegend malte er in Öl. Viele Aquarelle und einige Kohlezeichnungen sind auch erhalten.
Einige Skizzenbücher (z. B. aus seiner Militärszeit in Weißrussland) sowie ein eigenhändiges Verzeichnis der meisten seiner Gemälde, die er nach 1923 malte, sind vorhanden. Aus diesen Aufzeichnungen ist auch ersichtlich, dass Arno Zirpel nach 1945 bei der Galerie Dahms (Wiesbaden, Wilhelmstraße) und der Kunsthandlung Schäfer (Wiesbaden, Faulbrunnenstraße) Bilder ausstellte und verkaufte. Der größte Teil seiner Werke befindet sich noch im Besitz von Familienangehörigen.